# Wanna Go Home
『Wanna Go Home』（ワナ・ゴー・ホーム）は、日本の音楽ユニットB'zのギタリスト松本孝弘がリリースした2作目のオリジナル・アルバムである。
当初はBMGビクターから発売されていたが、後にBMGルームスの設立に伴い、発売権がBMGルームスへ移行した。
オリジナルのBMGビクター盤は、初回限定で紙製スリーブケースが付属した。
本作は1992年5月4日付けのオリコンチャートにて最高位3位を獲得、売り上げ枚数は19.5万枚となった。

## 収録曲
1. Wanna Go Home(3:24)
  - アルバムタイトル曲。
2. 99(5:00)
  - 1stソロアルバム『Thousand Wave』に収録された曲のリメイク版。
  - 9thソロアルバム『Strings Of My Soul』では、本曲の音源を元に、新たなギタートラックを追加してリミックスを施したバージョンが収録された。
3. Long Distance Call(4:34)
4. Love Ya <Interlude>(0:33)
5. Air Port(3:31)
  - 原曲は、鳴瀬喜博『うるさくてゴメンねLIVE』収録の「Falling Tide」
6. Life II(4:48)
  - 2ndソロシングル『#1090 〜Thousand Dreams〜』のカップリング「LIFE」の別ヴァージョン。アコースティックギターとパーカッションをメインとしたアレンジとなっている。
7. '88〜Love Story(6:36)
  - 1stソロシングル「'88〜Love Story／Love Ya」の1曲目。特別な表記はないが、アルバムヴァージョン。シングルとはリミックスが異なり、フェードアウトせずに曲が終了する。
8. Love Ya(4:41)
  - 1stソロシングル「'88〜Love Story／Love Ya」の2曲目。特別な表記はないが、アルバムヴァージョン。シングルとはイントロが異なり、中盤のギターソロのメロディが変更されている。
  - 終盤に大黒摩季と松本本人による性行為を連想させるような声が入っている。
9. #1090 〜Thousand Dreams〜(4:42)
  - 2ndソロシングル。特別な表記はないが、アルバムヴァージョン。シングルとは、イントロが多少異なっている。
10. Jammin' of The Guitar(3:43)
  - この曲のみ、稲葉が掛け声で参加する。
11. Speed(3:51)
  - 原曲は、鳴瀬喜博『うるさくてゴメンねLIVE』収録の「Storm Belt」
12. Wanna Go Home <Reprise>(1:03)

## タイアップ
- TOKYO FM『トラフィック・インフォメーション』テーマ曲(#3)
- 日本たばこ産業「マイルドセブン Special Light」CMソング(#5)
- ミュージックステーション3代目テーマ曲(#9)[2]

## 参加ミュージシャン
- 松本孝弘：ギター、全曲作曲・編曲
- 明石昌夫：ベース（#1）、マニピュレーター、編曲（#1.2.3.7.8.9.10.11）
- 葉山たけし：編曲（#2.5.6）
- 青山純：ドラム（#1.3.7.8.10.11）
- 渡辺直樹：ベース（#5）
- 寺沢功一：ベース（#10）
- 小野塚晃（DIMENSION）：ピアノ（#1.6.12）
- 大黒摩季：コーラス （#8.9）
- 栗林誠一郎：コーラス（#3.5）
- JOEY McCOY：コーラス（#2.9）
- 稲葉浩志：ヴォイス（#10）